# Jørn Stubberud
Jørn Stubberud (født 13. april 1968) er en norsk musiker, som er kendt som bassist i black metal-bandet Mayhem under scenenavnet Necrobutcher. Han er en af Mayhems grundlæggere sammen med Manheim og Messiah.
Han er bandets eneste oprindelige tilbageværendemedlem, efter Messiah og Manheim forlod Mayhem henholdsvis i 1986 og 1988, og Euronymous blev myrdet i 1993.
Han har også spillet i andre bands som: LEGO, Kvikksølvguttene, Bloodthorn (gæstekunstner) og Checker Patrol.

## Mayhem
Necrobutcher var en del af bandet siden 1984, men forlod det i 1991 på grund af personlige bekymringer efter selvmordet af tidligere vokalist Dead, samt interne konflikter og uenigheder med bandmedlem Euronymous.
I 1995 gendannede Necrobutcher bandet sammen med Hellhammer, Maniac og Blasphemer.
I 2016 udgav han bogen The Death Archives: Mayhem 1984-94. Han spiller stadig i Mayhem i dag.